# Russule émétique
Russula emetica
Espèce
Russula emetica, la Russule émétique,, est une espèce de champignons basidiomycètes de la famille des Russulacées.

## Description

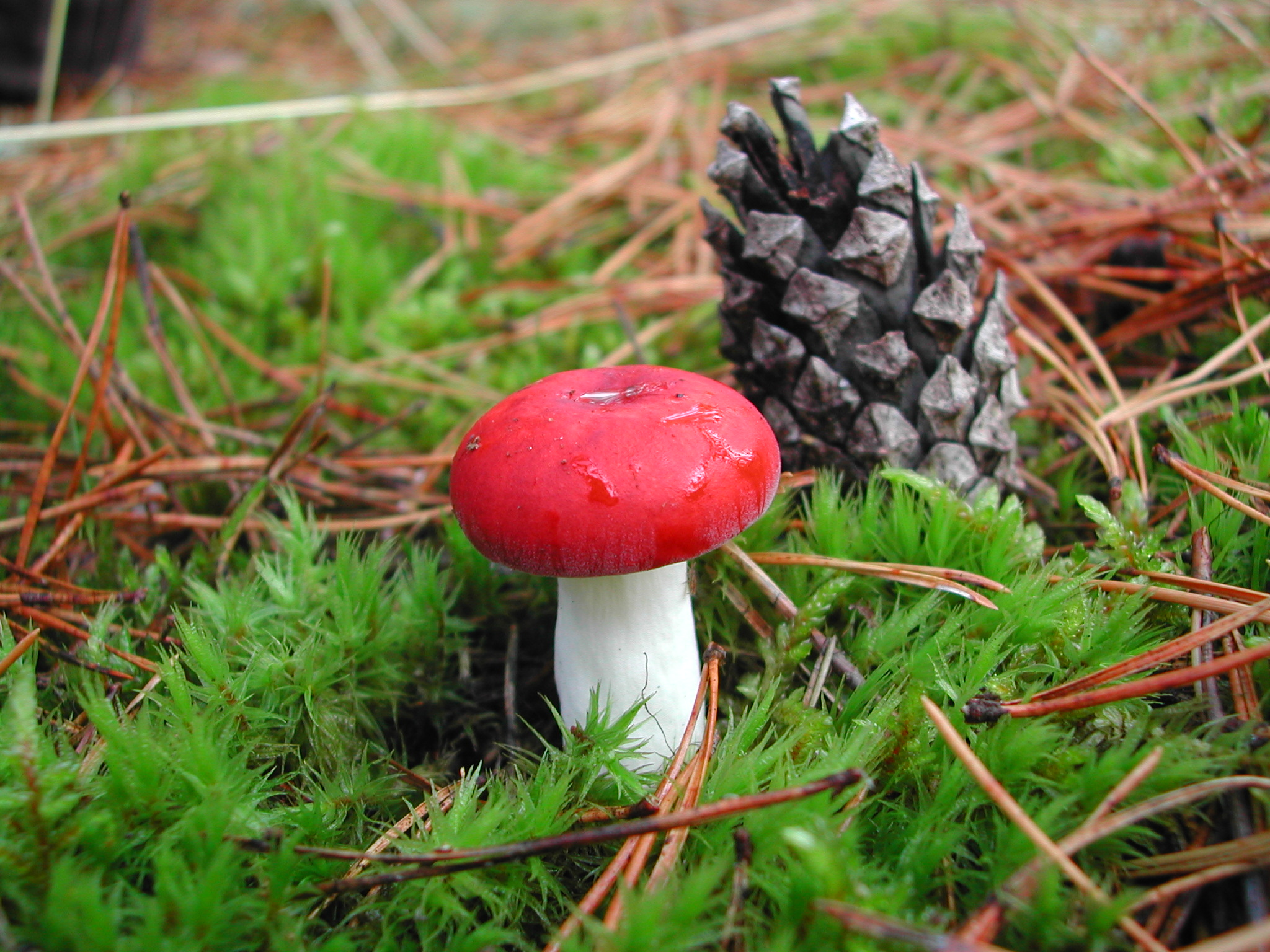
Russule émétique.

- Chapeau 3 à 10 cm, convexe puis aplati et légèrement déprimé, rouge cerise vif.
- Lames adnées, larges, serrées, blanchâtres à crème[3]
- Sporée blanche
- Pied 5 à 9 cm, blanc, parfois renflé à la base.
- Chair blanche, rosée sous la cuticule, cassante comme celle de toutes les russules ; odeur fruitée faible ; saveur extrêmement piquante.

## Écologie
La russule émétique est un champignon mycorhizien. Il pousse sur les sols sablonneux, parmi les mousses et les sphaignes sous conifères, en particulier les pins. La période de fructification est entre juillet et octobre. C’est un champignon non comestible et rarement repérable.

## Confusions possibles
Le genre russula comporte de multiples spécimens, dont la russule charbonnière qui est un genre de russule comestible. La russule jolie et la russule du hêtre peuvent également être confondues. Certains sont même identifiés par des moyens d’identification microscopiques, afin d'assurer l’identification avec certitude. Il est conseillé d'éviter cette famille de champignons si on n'est pas spécialiste. Pour les distinguer, il suffit de goûter un petit morceau du champignon sans l'avaler.

## Intoxication / Symptômes
Pour un article plus général, voir Intoxication par les champignons.
La Russule émétique est un champignon toxique qui peut créer des troubles gastro-intestinaux. Le symptôme le plus connu est le vomissement. En général, il apparaît très rapidement après ingestion.

## Synonymie
Russula emetica a pour synonymes :
- Agaricus emeticus Schaeff.
- Agaricus fallax Fr.
- Agaricus linnaei subsp. emeticus (Schaeff.) Fr., 1815
- Russula alnijorullensis (Singer) Singer
- Russula alpestris (Boud.) Singer
- Russula alpina (A.Blytt & Rostr.) F.H.Møller & Jul.Schäff.
- Russula atropurpurina (Singer) Crawshay
- Russula clusii Fr.
- Russula fallax (Fr.) Britz.
- Russula fragilis var. alpestris Boud.
- Russula gregaria (Kauffman) Moënne-Locc. & Reumaux
- Russula nana var. alpina (A.Blytt & Rostr.) Bon
- Russula nobilis var. fumosa (Gillot & Lucand) Reumaux
- Russula pectinata var. truncigena (Britzelm.) Singer
- Russula sanguinea var. clusii (Fr.) Quél.
- Russula silvestris var. lacustris (Singer) Moënne-Locc. & Reumaux
- Russula truncigena Britzelm.